# Općekorisne funkcije šume
Općekorisne funkcije šuma (OKFŠ) skup su svih korisnih blagodati šuma za čovjeka i okoliš. Dijele se na društvene i zaštitne funkcije.
Šuma donosi čovjeku mnoga dobra. Glavni proizvod šume je drvo (trupci, ogrjevno drvo, celulozno drvo, granjevina i sl.). Sporedni proizvodi su: ljekovito bilje, gljive, pluto, liko, trstika, rogoz, plodovi biljaka, tanin i sl. 
Društvene ili socijalne općekorisne fukncije šuma su: uloga u turizmu (proljepšavanje krajolika, kvalitetniji zrak, mjesto za turističke sadržaje, planinarenje, odmor i rekreaciju i sl.), ublažavanje klimatskih ekstrema, održavanje ekološke ravnoteže, vojna funkcija (mnogi vojni objekti nalaze se u šumama, gerilci ratuju iz šume i sl.), šuma je prostor i za lov. 
Zaštitne općekorisne funkcije šuma su: sprječavanje tla od erozija i odronavanja, pročišćavanje zraka u gradovima i u blizini industrijskih pogona, zaštita naselja i prometnica od vjetra i snježnih nanosa, zaštita naselja od buke, očuvanje životinjskog i biljnog svijeta šume, reguliranje vodnog režima, zadržavanje vode, pročišćenje vode, sposobnost laganog otjecanja vode u vodotoke, sprečavanje nastanka zemljanih taloga u akumulacijskim jezerima. 
Šume su uz mora i oceane najveći proizvođač kisika, koji je ponegdje obogaćen i eteričnim uljima pa ima i medicinsku ulogu za poboljšanje zdravlja. U šumi postoje mnoge biljke, koje se koristi za proizvodnju lijekova i kozmetičkih preparata. Šume su važan ponegdje i glavni element nacionalnih parkova i parkova prirode. To se i odnosi na hrvatske nacionalne parkove pogotovo na: NP Risnjak, NP Sjeverni Velebit, NP Mljet, NP Plitvička jezera i NP Krka te na parkove prirode: PP Papuk, PP Žumberak – Samoborsko gorje, PP Lonjsko polje, PP Medvednica, PP Učka, PP Kopački rit, PP Velebit i PP Biokovo.